# Michael Bryan
Pour les articles homonymes, voir Bryan.
Michael Bryan (Newcastle upon Tyne, 9 avril 1757 - Londres, 21 mars 1821) est un historien de l'art, marchand d'art et un connaisseur britannique. 
Entre 1798 et 1800, Bryan est impliqué dans l'achat et la revente de la grande collection d'art française des Orléans à Londres, où il organise deux expositions — l'une sur Pall Mall dans sa première galerie, l'autre au Lyceum —, avec la complicité de trois aristocrates britanniques fortunés, réunis en société, « The Bridgewater Syndicate » : le produit de cette vente, 43 500 livres sterling (plus d'un million de francs de l'époque), constitue un record. 
En 1801, il réitère une opération similaire mais de volume moindre, en parvenant à négocier le rachat de la collection d'œuvres d'art du collectionneur français François-Antoine Robit (1752-1815) par le baronnet Simon Haughton Clarke (1764-1832) et le négociant et armateur négrier George Hibbert (1757-1837), soit 80 toiles, qu'il avait exposé en novembre à Londres, dans sa nouvelle galerie, située sur Savile Row.
Son principal ouvrage, le Dictionary of painters and engravers, Biographical and Critical, publié pour la première fois entre 1813 et 1816, constitue un outil de référence tout au long du XIXe siècle, régulièrement révisé et réédité jusqu'en 1920.

## Publications
- Bryan's dictionary of painters and engravers, édition de Londres / New York, The Macmillan Company / George Bell, 1903-1904 :

Volume 1 (A - C) 1903
Volume 2 (D - G) 1903
Volume 3 (H - M) 1904
Volume 4 (N - R) 1904
Volume 5 (S - Z) 1905